# Aymaria calilegua
Aymaria calilegua is een spinnensoort uit de familie trilspinnen (Pholcidae). De soort komt voor in Peru, Bolivia en Argentinië.